# Mechow (Feldberger Seenlandschaft)
Mechow ist ein Ortsteil der Gemeinde Feldberger Seenlandschaft im Südosten des Landkreises Mecklenburgische Seenplatte in Mecklenburg-Vorpommern.

## Geografie und Verkehrsanbindung
Mechow liegt südwestlich der Stadt Feldberg. Unweit des Ortes liegen mehrere Seen: östlich der 63 ha große Krüselinsee, südöstlich der Weutschsee und der 32,1 ha große Große Mechowsee, südlich der 18,3 ha große Waschsee und südwestlich der Clanssee. Das 483 ha große Naturschutzgebiet Krüselinsee und Mechowseen erstreckt sich nordöstlich, östlich und südöstlich. Unweit westlich und östlich verläuft die Landesgrenze zu Brandenburg.

## Sehenswürdigkeiten

### Baudenkmale
In der Liste der Baudenkmale in Feldberger Seenlandschaft sind für Mechow vier Baudenkmale aufgeführt, darunter 
- die Dorfkirche Mechow, ein Feldsteinbau aus der zweiten Hälfte des 13. Jahrhunderts